# Программируемый логический контроллер

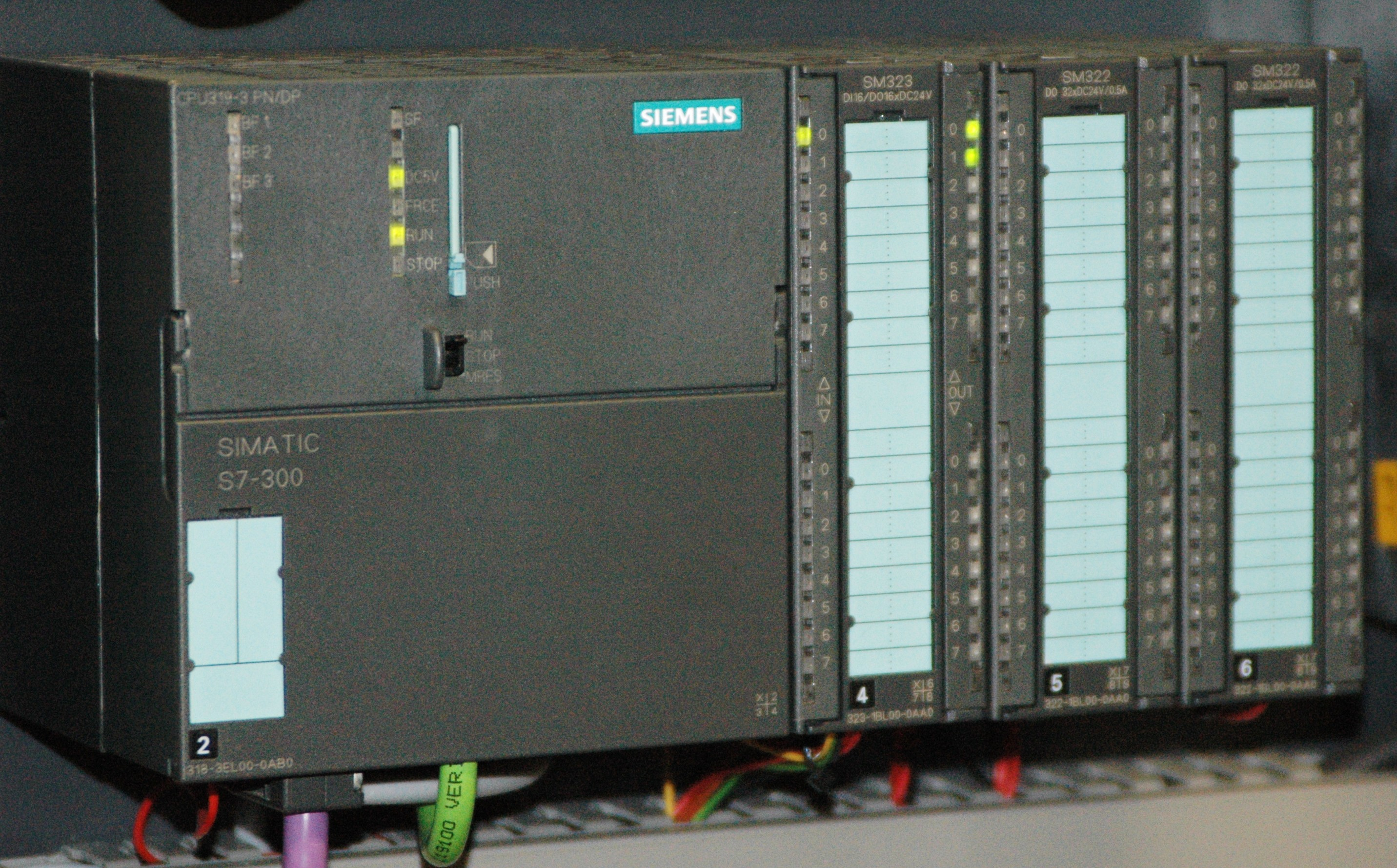
Модульный программируемый логический контроллер

Программи́руемый логи́ческий контро́ллер (сокр. ПЛК; англ. programmable logic controller, сокр. PLC; более точный перевод на русский — контроллер с программируемой логикой), программируемый контроллер — цифровая электронная система, предназначенная для применения в производственной среде, которая использует программируемую память для внутреннего хранения ориентированных на потребителя инструкций по реализации таких специальных функций, как логика, установление последовательности, согласование по времени, счёт и арифметические действия для контроля посредством цифрового или аналогового ввода/вывода данных различных видов машин или процессов. Чаще всего ПЛК используют для автоматизации технологических процессов. В качестве основного режима работы ПЛК выступает его длительное автономное использование, зачастую в неблагоприятных условиях окружающей среды, без серьёзного обслуживания и практически без вмешательства человека.
Иногда на ПЛК строятся системы числового программного управления станков.
ПЛК — устройства, предназначенные для работы в системах реального времени.
ПЛК имеют ряд особенностей, отличающих их от прочих электронных приборов, применяемых в промышленности:
- в отличие от микроконтроллера (однокристального компьютера) — микросхемы, предназначенной для управления электронными устройствами — ПЛК являются самостоятельным устройством, а не отдельной микросхемой.
- в отличие от компьютеров, ориентированных на принятие решений и управление оператором, ПЛК ориентированы на работу с машинами через развитый ввод сигналов датчиков и вывод сигналов на исполнительные механизмы;
- в отличие от встраиваемых систем ПЛК изготавливаются как самостоятельные изделия, отдельные от управляемого при его помощи оборудования.

В системах управления технологическими объектами логические команды, как правило, преобладают над арифметическими операциями над числами с плавающей точкой, что позволяет при сравнительной простоте микроконтроллера[прояснить] (шины шириной 8 или 16 разрядов), получить мощные системы, действующие в режиме реального времени. В современных ПЛК числовые операции в языках их программирования реализуются наравне с логическими. Все языки программирования ПЛК имеют лёгкий доступ к манипулированию битами в машинных словах, в отличие от большинства высокоуровневых языков программирования современных компьютеров.

## История
В марте 1968 года в рамках внутренних обсуждений компании General Motors (GM), был инициирован проект Standard Machine Controller с целью разработки устройства, способного заменить традиционные релейные системы управления станками. Инициатива была одобрена Биллом Стоуном, руководителем отдела разработки машин и редукторов.
В мае 1968 года на ежегодном форуме Westinghouse Machine Tool в Филадельфии Билл Стоун представил доклад, в котором изложил ключевые атрибуты контроллера и предварительные спецификации для его конструкции. Основной задачей нового устройства было обеспечение надежного управления станками в условиях сложной промышленной среды, что делало его альтернативой устаревшим релейным системам.
6 июня 1968 года Стоун официально сформулировал запрос на предложения, в котором были изложены следующие технические критерии для разработки контроллера:
1. Модульная конструкция: устройство должно быть рассчитано на работу в тяжелых промышленных условиях, включая воздействие электромагнитных силовых цепей, вибраций, грязи и повышенной влажности.
2. Входы и выходы: контроллер должен иметь изолированные входы, принимающие цифровые сигналы с номиналом 120 В переменного тока, и 16 выходов с аналогичным номиналом напряжения и током 4 А.
3. Масштабируемость: предусмотреть возможность расширения числа входов с 32 до 256 и выходов с 16 до 128.
4. Надежность памяти: программа должна сохраняться в памяти не менее 12 часов при отключении питания.
5. Объем памяти: начальный объем программной памяти — 1 Кб с возможностью расширения до 4 Кб.
6. Управление временными функциями: контроллер должен обеспечивать одновременное управление восемью временными функциями в диапазоне от 0,1 до 10 секунд.

Эти спецификации, включая запрос на создание прототипа, были направлены четырем компаниям, специализирующимся на разработке систем автоматического управления:
- Allen-Bradley;
- Digital Equipment Corporation (DEC);
- Century Detroit;
- Bedford Associates.

Три из четырех компаний представили свои прототипы решений команде Стоуна.

### Попытки Digital Equipment Corporation
Одной из первых компаний, откликнувшихся на запрос GM, стала Digital Equipment Corporation. Она представила мини-компьютер, который, однако, не удовлетворил требования заказчика. Основными причинами отказа стали ограниченный объем памяти и сложность интеграции устройства в существующие производственные процессы. Это подчеркнуло необходимость разработки специализированных решений, ориентированных на задачи промышленной автоматизации.

### Участие Allen-Bradley
Компания Allen-Bradley, известная своими электромеханическими реле и системами управления двигателями, также приняла вызов, несмотря на риск конкуренции с собственными продуктами. Команда Allen-Bradley разработала два прототипа программируемых контроллеров:
- PDQ-II (Programmable Data Quantizer), который был признан слишком громоздким и сложным для программирования;
- PMC (Programmable Matrix Controller), более компактный и удобный в использовании, но всё же не полностью соответствующий требованиям GM для управления механообрабатывающими станками.

Несмотря на усилия, ни один из этих проектов не получил широкого распространения.

### Создание Modicon 084
Наиболее значимым ответом на запрос GM стало предложение от команды Bedford Associates, которая позже основала компанию Modicon (MOdular DIgital CONtroller). Инженеры Bedford Associates под руководством Ричарда Морли работали над устройством, обладающим следующими характеристиками:
- модульная и прочная конструкция, адаптированная к условиям промышленного производства;
- отсутствие прерываний при обработке данных, что обеспечивало стабильность работы;
- прямое обращение к памяти, упрощавшее выполнение алгоритмов управления.

Устройство получило название Modicon 084, так как это был 84-й проект компании. В рамках сотрудничества с Modicon команда завершила разработку и сборку контроллера, который стал первым в мире программируемым контроллером (ПК), спроектированный в прочном корпусе, без вентиляторов, переключателя ON/OFF и отверстий для циркуляции воздуха с расчётом на тяжелые условия эксплуатации. Ричард Морли объяснял это так:

Мысленно мы представляли себе программируемый контроллер установленным снаружи под грузовиком, который разъезжает между Техасом и Аляской. В таких условиях мы хотели, чтобы он выдержал все испытания. Другим требованием было то, чтобы он мог работать на столбе, управляя коммунальной системой или микроволновой станцией, которая не имеет климат-контроля и вообще не обслуживается.Оригинальный текст (англ.)Mentally, we had imagined the programmable controller being underneath a truck, in the open, and being driven around in Texas, in Alaska. Under those circumstances, we wanted it to survive. The other requirement was that it stood on a pole, helping run a utility or a microwave station which was not climate controlled, and not serviced at all.

К 1973 году компания Modicon, обладая опытом, накопленным в процессе разработки и внедрения модели Modicon 084, представила усовершенствованную систему — Modicon 184. Данная модель была адаптирована к требованиям рынка и потребностям клиентов, что позволило ей занять значительную нишу в сегменте промышленной автоматизации. Успех Modicon 184 способствовал стремительному росту компании, утвердив компанию Modicon в качестве одного из лидеров на рынке промышленных систем управления.

### Создание Bulletin 1774 PLC
В 1971 инженеры Allen-Bradley под руководством Одо Жозеф Стругер разработали Bulletin 1774 PLC, впервые использовав термин ПЛК вместо ПК. В дальнейшем именно ПЛК будет являться стандартом в области автоматизации, а ПК станет чаще ассоциироваться с персональным компьютером.
Несмотря на революционность ПЛК, его продвижение на рынке сопрягалось с трудностями. По словам Морли:

У нас были серьёзные проблемы в первые дни, когда мы пытались убедить людей, что коробка с программным обеспечением, пусть даже заключённая в чугунный корпус, может выполнять те же функции, что и 15 метров шкафов с реле и проводкой. ... все компьютеры того времени требовали чистого, кондиционируемого помещения, но всё равно часто выходили из строя. ... Таким образом, хотя программируемые логические контроллеры (ПЛК) были и остаются специализированными выделенными компьютерами, значительные усилия были направлены на то, чтобы не ассоциировать ПЛК с компьютерами, поскольку компьютерам того времени не хватало надёжности, да и в производственных процессах компьютеры ещё не воспринимались как неотъемлемый элемент.Оригинальный текст (англ.)We had some real problems in the early days of convincing people that a box of software, albeit cased in cast iron, could do the same thing as 50 feet of cabinets, associated relays, and wiring. ... all computers required a clean, air-conditioned environment, yet were still prone to frequent malfunctions. ... Thus, even though PLCs were and are special, dedicated computers, considerable effort was made to not identify PLCs as computers due to the poor reliability of computers and the fact that they were not things procured by manufacturing operations.

Логика работы первых ПЛК программировалась схемой соединений LD. Устройство имело тот же принцип работы, но реле и контакты (кроме входных и выходных) были виртуальными, то есть существовали в виде программы, выполняемой ПЛК. Такая технология была знакома инженерам и техникам, обслуживающим системы управления, поэтому они могли без обширной подготовки интерпретировать программы и вносить в них изменения.
Системы управления на основе ПЛК имели ряд преимуществ по сравнению со своими предшественниками:
- они были меньшего размера и потребляли меньше электроэнергии;
- срок службы полупроводниковых элементов значительно выше, чем у механических реле;
- время и трудоемкость настройки или ремонта значительно ниже, что также сокращает простой оборудования.

В 1985 году компания Rockwell Automation приобрела предприятие Allen-Bradley, чьи продукты и сегодня ассоциируются с этим брендом. В свою очередь, в 1977 году компания Modicon была продана корпорации Gould Electronics, а затем в 1997 году перешла во владение Schneider Electric. На данный момент бренд Modicon по-прежнему принадлежит Schneider Electric и активно используется в её производственной линейке.
Современные ПЛК являются свободно программируемыми.

### В СССР
Примерно в 1980 году был разработан контроллер программируемый универсальный «Электроника К1-20» — устройство на базе БИС серий К580 и других, предназначенное для управления технологическим оборудованием, а также испытательным и контрольно-измерительным оборудованием. Он обладал разрядностью 8 бит, поддерживал прямую адресацию до 64 Кбайт памяти, имел гибкую систему команд, аналогичную микроЭВМ «Электроника К1-30», был оснащен интерфейсом для обмена информацией с внешними устройствами через параллельные и последовательные каналы и отличался возможностью перепрограммирования ПЗУ.
В 1984 году в Советском Союзе было освоено массовое производство первых отечественных ПЛК под маркой «МикроДАТ». Производство контроллеров «МикроДАТ» осуществлялось на предприятиях, расположенных в городах Александрия и Харьков. Десятки тысяч таких устройств, выпущенных еще в период существования СССР, до сих пор находят применение на предприятиях России и стран СНГ. В 2007 году производственные мощности по выпуску «МикроДАТ» были перенесены в город Белгород, где продолжается их изготовление.
Параллельно с разработкой и внедрением «МикроДАТ» в городе Тольятти, на базе Волжского автомобильного завода (ВАЗ), была создана собственная линейка программируемых логических контроллеров. Эти устройства получили название микропроцессорных программируемых цикловых устройств (МПЦУ-2-48). Они успешно применялись для решения задач автоматизации сложных технических комплексов, задействованных в производственных процессах ВАЗа.

## Виды ПЛК
- Основные ПЛК,
- Программируемое (интеллектуальные) реле,
- Программные ПЛК на базе IBM PC-совместимых компьютеров (англ. SoftPLC),
- ПЛК на базе простейших микропроцессоров (i8088/8086/8051 и т. п.),
- Контроллер ЭСУД (Электронная система управления двигателем).

### Контроллер на базе персонального компьютера
Именно это направление существенно развивается в последнее время, и это обусловлено определенными причинами. Таковыми причинами являются:
- Повышение надежности ПК.
- Наличие разных модификаций ПК в обычном и промышленном исполнении.
- Использование открытой архитектуры.
- Возможность подключения любых модулей УСО, которые выпускаются другими компаниями.
- Возможность использования широкой номенклатуры наработанного программного обеспечения.

Эти контроллеры используются для управления небольшими замкнутыми объектами в промышленности, в специализированных системах автоматизации в медицине и др. направлениях. Контроллер выполняет функции, которые предусматривают сложную обработку измерительной информации с расчетом нескольких управляющих воздействий, при этом общее число входов/выходов не превышает нескольких десятков. Основными достоинствами этих контроллеров является большой объем вычислений за достаточно малый отрезок времени. Схожесть с условиями работы офисных ПК, возможность программирования на языке высокого уровня. Аппаратная поддержка обеспечивается обычными контроллерами, обладающими функциями глубокой диагностики и устранением неисправностей без остановки работы контроллера.

### Локальный программируемый контроллер
ЛПК подлежит следующей классификации:
- Встраиваемый в оборудование и являющийся его неотъемлемой частью
- Автономный, реализующий функции контроля и управления

Эти контроллеры имеют среднюю вычислительную способность, т. е. мощность. Она представляет собой комплексную характеристику, зависит от частоты и разрядности компьютера и объема оперативной памяти. Для реализации передачи информации с другими системами автоматизации локальные контроллеры имеют несколько физических портов. В этих контроллерах реализуются типовые функции обработки измерительной информации, блокировок, регулирования и программно-логического управления. В системах противоаварийной защиты используется специальный тип локальных контроллеров, так как они отличаются высокой надежностью, живучестью и быстродействием. Они также предусматривают полную диагностику неисправностей с локализацией их и резервирования компонентов и устройства в целом.

## Устройство ПЛК
Часто ПЛК состоит из следующих частей:
- центральная микросхема (микроконтроллер, или микросхема FPGA), с необходимой обвязкой;
- подсистема часов реального времени;
- энергонезависимая память;
- интерфейсы последовательного ввода-вывода (RS-485, RS-232, Ethernet)
- схемы защиты и преобразования напряжений на входах и выходах ПЛК.

Обычно вход или выход ПЛК нельзя сразу же подключить к соответствующему выходу центральной микросхемы. Эти выходы характеризуются низкими уровнями напряжений, обычно от 3,3 до 5 вольт. Входы и выходы ПЛК обычно должны работать с напряжениями 24 В постоянного либо 220 В переменного тока. Поэтому между выходом ПЛК и выходом микросхемы необходимо предусматривать усилительные и защитные элементы.

## Структуры систем управления

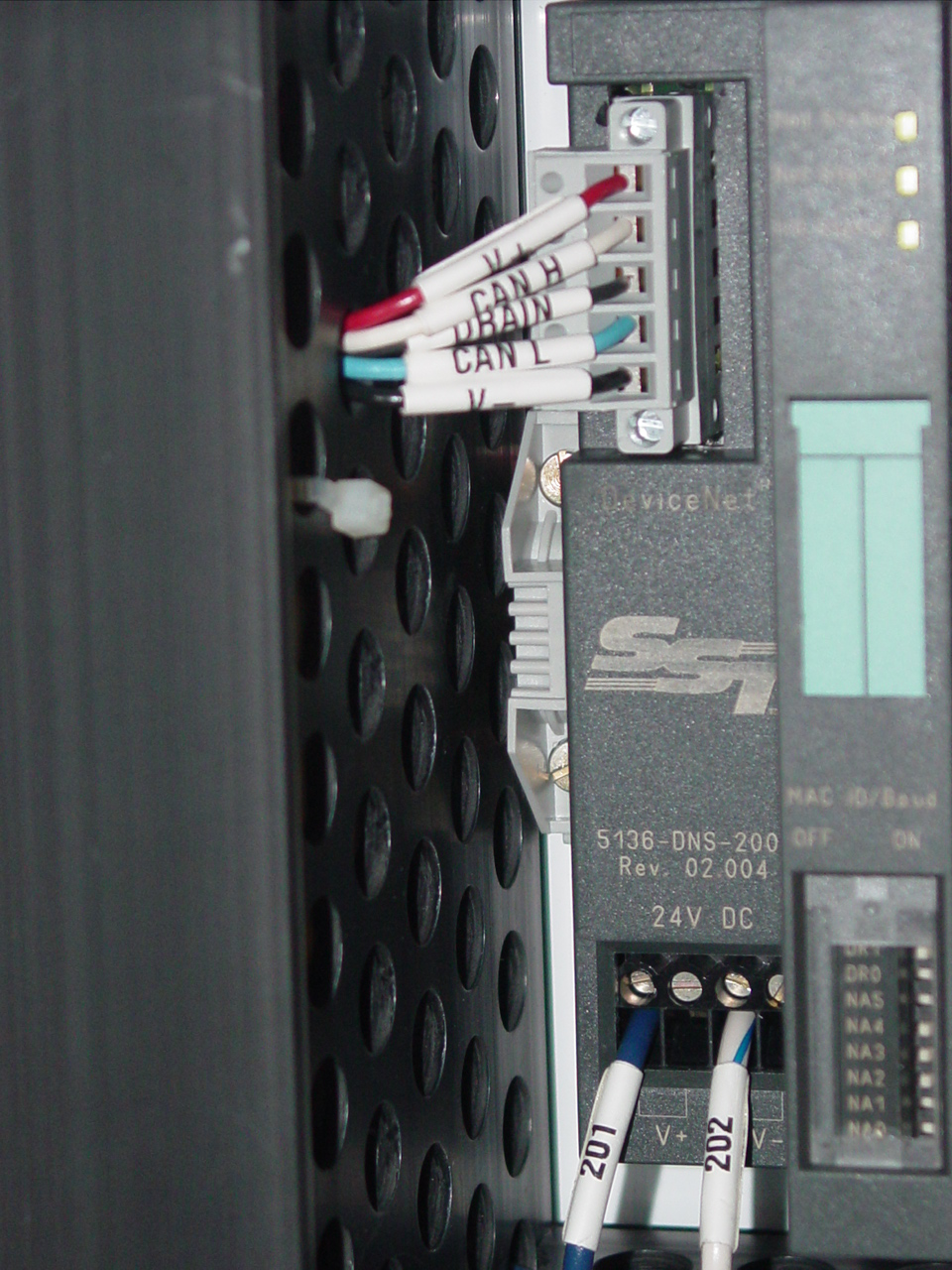
Прямоуголный разъём DeviceNet на интерфейсном модуле SST 5136-DNS-200, осуществляющем функцию шлюза для SIEMENS SIMATIC S7 (ET 200S).

- Централизованная: в корзину ПЛК, зачастую в объединительную панель, устанавливаются модули процессора(ов), ввода-вывода и связи. В случае необходимости расширения системы сверх ограничения существующей корзины, в неё ставят модули расширения, добавляющие возможность масштабирования в пределах одного шкафа. Датчики и исполнительные устройства подключаются отдельными проводами непосредственно к модулям ввода-вывода, при помощи модулей согласования к входам/выходам сигнальных модулей либо (в случае организации в устройстве интерфейса с шиной) через модуль связи (мост); в случае использования полевой шины типа AS-i возможно питание исполнительного механизма по шине с одновременной передачей сигналов управления.
- Распределенная: удалённые от шкафа с ПЛК датчики и исполнительные устройства связаны с ПЛК посредством каналов связи (через модули или процессоры связи) и, возможно, корзин-расширителей с использованием связей типа «ведущий-ведомый» (англ. Master-Slave).

## Интерфейсы ПЛК
- RS-232
- RS-485
- Modbus
- CC-Link
- Profibus
- DeviceNet
- ControlNet
- CAN
- AS-Interface
- Industrial Ethernet

## Удаленное управление и мониторинг
- SCADA
- операторские панели
- Веб-интерфейс

## Языки программирования ПЛК
Для программирования ПЛК используются стандартизированные языки МЭК (IEC) стандарта IEC61131-3
Языки программирования (графические) 
- LD (Ladder Diagram) — Язык релейных схем — самый распространённый язык для PLC
- FBD (Function Block Diagram) — Язык функциональных блоков — 2-й по распространённости язык для PLC
- SFC (Sequential Function Chart) — Язык диаграмм состояний — используется для программирования автоматов
- CFC (Continuous Function Chart) — Не сертифицирован IEC61131-3, дальнейшее развитие FBD

Языки программирования (текстовые)
- IL (Instruction List) — Ассемблеро-подобный язык
- ST (Structured Text) — Паскале-подобный язык
- C-YART — Си-подобный язык (YART Studio)

Структурно в IEC61131-3 среда исполнения представляет собой набор ресурсов (в большинстве случаев это и есть ПЛК, хотя некоторые мощные компьютеры под управлением многозадачных ОС предоставляют возможность запустить несколько программ типа softPLC и имитировать на одном ЦП несколько ресурсов). Ресурс предоставляет возможность исполнять задачи. Задачи представляют собой набор программ. Задачи могут вызываться циклически, по событию, с максимальной частотой.
Программа — это один из типов программных модулей POU. Модули (POU) могут быть типа программа, функциональный блок и функция.
В некоторых случаях для программирования ПЛК используются нестандартные языки, например: 
Блок-схемы алгоритмов
С-ориентированная среда разработки программ для ПЛК.
HiGraph 7 — язык управления на основе графа состояний системы.
Инструменты программирования ПЛК на языках МЭК 61131-3 могут быть специализированными для отдельного семейства ПЛК или универсальными, работающими с несколькими (но далеко не всеми) типами контроллеров:
- CannyLab
- CoDeSys
- ISaGRAF
- ИСР "КРУГОЛ"
- Beremiz
- KLogic
- SMLogix
- Полигон

## Программирование ПЛК
- Конфигурируемые: В ПЛК хранится несколько программ, а через клавиатуру ПЛК выбирается нужная версия программы;
- Свободно программируемые: программа загружается в ПЛК через его специальный интерфейс с персонального компьютера используя специальное ПО производителя, иногда с помощью программатора.

Программирование ПЛК имеет отличие от традиционного программирования. Это связано с тем, что ПЛК исполняют бесконечную последовательность программных циклов, в каждом из которых:
- считывание входных сигналов, в том числе манипуляций, например, на клавиатуре оператором;
- вычисления выходных сигналов и проверка логических условий;
- выдача управляющих сигналов и при необходимости управление индикаторами интерфейса оператора.

Поэтому при программировании ПЛК используются флаги - булевые переменные признаков прохождения алгоритмом программы тех или иных ветвей условных переходов. Отсюда, при программировании ПЛК от программиста требуется определённый навык.
Например, процедуры начальной инициализации системы после сброса или включения питания. Эти процедуры нужно исполнять только однократно. Поэтому вводят булевую переменную (флаг) завершения инициализации, устанавливаемую при завершении инициализации. Программа анализирует этот флаг, и если он установлен, то обходит исполнение кода процедур инициализации.